# Boarmia subalbida
Boarmia subalbida är en fjärilsart som beskrevs av W. Warren 1896. Boarmia subalbida ingår i släktet Boarmia och familjen mätare. Inga underarter finns listade i Catalogue of Life.